# Edmund Kemper
Edmund Emil Kemper III (sinh ngày 18 tháng 12 năm 1948) là một kẻ giết người hàng loạt người Mỹ, kẻ hiếp dâm, ăn thịt người  và ái tử thi. Hắn đã sát hại mười người, bao gồm cả ông bà nội và mẹ của mình. Hắn được chú ý với ngoại hình to lớn, ở mức 6 foot 9 inch (2,06 m), và có trí tuệ cao, chỉ số IQ 145. Kemper được đặt biệt danh là Tên sát nhân nữ sinh, vì hầu hết nạn nhân của hắn là những nữ sinh viên đại học xin đi nhờ xe ở vùng lân cận của Hạt Santa Cruz, California.
Sinh ra ở California, Kemper có một quá trình giáo dục đầy xáo trộn. Cha mẹ hắn ly hôn và hắn chuyển đến Montana với người mẹ bạo hành của mình khi còn nhỏ trước khi trở lại California, nơi hắn đã sát hại chính gia đình của mình đó là ông bà nội của hắn khi mới 15 tuổi. Hắn được các bác sĩ tâm thần của tòa án tối cao chẩn đoán là bệnh tâm thần phân liệt hoang tưởng và bị kết án vào Bệnh viện Atascadero State như một vị thành niên mất trí tội phạm.
Được thả ở tuổi 21 sau khi thuyết phục các bác sĩ tâm thần rằng hắn ta đã được phục hồi, Kemper được các nạn nhân trong tương lai của hắn ta coi là một kẻ không thể đe dọa được. Hắn ta nhắm mục tiêu vào những phụ nữ trẻ đi nhờ xe trong trận giết người của mình, dụ họ vào xe của hắn ta và lái họ đến những khu vực vắng vẻ, nơi hắn ta sẽ giết họ trước khi đưa xác của họ về nhà để chặt đầu, phân xác và cưỡng hiếp. Kemper sau đó đã sát hại mẹ mình và một trong những người bạn của bà trước khi tự nộp mình cho cảnh sát.
Được chứng minh là tỉnh táo và có tội tại phiên tòa xét xử năm 1973, Kemper yêu cầu mức án tử hình cho tội ác của mình. Hình phạt tử hình đã được đình chỉ ở California vào thời điểm đó, thay vào đó hắn ta nhận tám bản án chung thân. Kể từ đó, hắn ta bị giam trong Cơ sở Y tế California. Kemper đã từ bỏ quyền được ân xá vài lần và nói rằng hắn ta hạnh phúc trong tù.

## Đầu đời
Edmund Emil Kemper III sinh ra ở Burbank, California vào ngày 18 tháng 12 năm 1948. Ông là con giữa và là con trai duy nhất được sinh ra bởi Clarnell Elizabeth Kemper (nữ danh Stage, 1921–1973) và Edmund Emil Kemper II (1919–1985). Edmund II là một cựu chiến binh trong Thế chiến II, sau chiến tranh, ông đã thử nghiệm vũ khí hạt nhân ở Khu chứng minh Thái Bình Dương trước khi trở về California, nơi ông làm thợ điện. Clarnell là vợ của ông thường phàn nàn về công việc thợ điện "lâu năm" của mình,  và sau đó ông nói "nhiệm vụ tự sát trong thời chiến và vụ thử bom nguyên tử chẳng là gì so với việc sống với cô ấy" và Clarnell đã ảnh hưởng đến ông "hơn ba trăm chín mươi- sáu ngày đêm chiến đấu trên mặt trận đã làm được. " 
Cân nặng 13 pound (5,9 kg), khi còn là một đứa trẻ sơ sinh, Kemper đã cao hơn một cái đầu so với các bạn cùng lứa. Ngay từ sớm, anh đã có những biểu hiện chống đối xã hội như đối xử tàn ác với động vật: năm anh 10 tuổi, anh đã chôn sống một con mèo cưng; khi nó chết, anh ta đào nó lên, chặt đầu nó và gắn đầu nó lên một cái cọc. Kemper sau đó nói rằng anh ta có được niềm vui khi nói dối  với gia đình về việc giết con mèo. Năm 13 tuổi, anh ta giết một con mèo khác của gia đình khi anh ta cho rằng nó đang ưu ái em gái mình, Allyn Lee Kemper (sinh năm 1951), hơn anh ta và giữ những mảnh của nó trong tủ cho đến khi mẹ anh ta tìm thấy chúng.
Kemper có một cuộc sống tưởng tượng như đen tối, anh thực hiện các nghi lễ với búp bê của em gái mình, đỉnh điểm là anh bỏ đầu và tay của chúng, và trong một lần, khi chị gái của anh, Susan Hughey Kemper trêu chọc anh và hỏi tại sao anh ta không cố hôn cô giáo của mình, anh ta trả lời: "Nếu tôi hôn cô ấy, tôi phải giết cô ấy trước."  Anh cũng kể lại rằng khi còn là một cậu bé, anh đã lẻn ra khỏi nhà, đến nhà cô giáo lớp hai để ngắm cô qua cửa sổ.  Anh ấy nói trong các cuộc phỏng vấn sau đó rằng một số trò chơi yêu thích của anh ấy khi còn nhỏ là "Phòng ga" và "Ghế điện", anh ấy yêu cầu em gái của mình trói anh ấy lại và lật một công tắc tưởng tượng, sau đó anh ấy sẽ ngã nhào, và quằn quại trên sàn, giả vờ rằng anh ta đang bị hành quyết bằng cách hít khí gas hoặc điện giật.  Anh cũng từng có những trải nghiệm cận kề cái chết khi còn nhỏ. Một lần, khi anh và chị gái đang chơi với nhau, chị của anh cố gắng đẩy anh ra trước một toa tàu, và một lần khác khi cô ấy đẩy thành công anh xuống đáy sâu của một bể bơi, nơi anh suýt chết đuối.
Kemper rất thân thiết với cha mình và bị tàn phá khi cha mẹ anh ly thân vào năm 1957, anh được mẹ Clarnell nuôi dưỡng ở Helena, Montana. Anh có một mối quan hệ rối loạn chức năng nghiêm trọng với chính mẹ mình, một người nghiện rượu độc đoán, thần kinh, người thường xuyên coi thường, làm nhục và lạm dụng anh. Clarnell thường bắt con trai mình ngủ trong tầng hầm bị khóa, vì cô sợ rằng anh ta sẽ làm hại chị em mình, thường xuyên chế nhạo anh ta vì kích thước to lớn của mình  —và chế nhạo anh ta là "một kẻ lập dị."  Mẹ anh cũng từ chối thể hiện tình cảm với anh vì sợ rằng cô sẽ "biến anh thành đồng tính", và nói với chàng trai trẻ Kemper rằng anh khiến cô nhớ đến cha mình và rằng sẽ không có người phụ nữ nào yêu anh. Kemper sau đó đã mô tả mẹ mình là một "người phụ nữ giận dữ bệnh hoạn", và người ta đã mặc định rằng cô ấy bị rối loạn nhân cách ranh giới.
Năm 14 tuổi, Kemper bỏ nhà đi để tìm cách liên lạc và hòa giải với cha mình ở Van Nuys, California. Khi ở đó, anh biết rằng cha mình đã tái hôn và có một đứa con riêng. Kemper ở với cha một thời gian ngắn thì Kemper đến sống với ông bà nội, họ sống trong một trang trại ở vùng núi North Fork, California. Kemper rất ghét sống ở North Fork; anh ta mô tả ông của mình là " già yếu ", và nói rằng bà của anh ta "liên tục chế nhạo tôi và ông tôi."

## Những vụ giết người đầu tiên
Vào ngày 27 tháng 8 năm 1964, khi mới 15 tuổi, Kemper đang ngồi trong bàn bếp với bà của mình là Maude Matilda Hughey Kemper (sinh năm 1897), khi họ cãi nhau. Quá tức giận, Kemper xông lên và lấy lại một khẩu súng trường mà ông nội đã tặng để đi săn. Sau đó anh ta vào lại bếp và bắn vào đầu bà mình trước sau đó bắn thêm hai phát nữa vào lưng bà. Một số tài khoản đề cập rằng bà ấy cũng bị nhiều vết đâm sau khi khám nghiệm bằng một con dao làm bếp.
Khi ông nội của Kemper, Edmund Emil Kemper (sinh năm 1892), trở về từ cửa hàng tạp hóa, Kemper đã ra ngoài và bắn chết anh ta trên đường lái xe. Anh không chắc mình phải làm gì tiếp theo, vì vậy anh gọi điện cho mẹ mình, bà bảo anh hãy liên hệ với cảnh sát địa phương. Kemper đã gọi cảnh sát và chờ đợi để được tạm giữ.
Sau khi bị bắt, Kemper nói rằng anh ta "chỉ muốn xem cảm giác giết bà nội như thế nào" và  giết ông nội của mình để che giấu việc anh đã giết bà nội và không cho ông nội biết rằng vợ mình đã chết. Bác sĩ tâm thần Donald Lunde, người đã phỏng vấn Kemper trong thời gian trưởng thành, đã viết "Theo cách của tôi, anh ấy đã trả thù cho sự từ chối của cả cha và mẹ mình."  Những tội ác của Kemper được cho là không thể hiểu nổi đối với một cậu bé 15 tuổi, và các bác sĩ tâm thần của tòa án đã chẩn đoán rằng anh ta là một chứng bệnh tâm thần phân liệt hoang tưởng, sau đó đưa anh ta đến Bệnh viện Atascadero State: một cơ sở an ninh tối đa dành cho những người bị bệnh tâm thần.

### Bỏ tù
Tại Atascadero, các bác sĩ tâm thần và nhân viên xã hội của Cơ quan Thanh niên California không đồng ý với sự chẩn đoán của các bác sĩ tâm thần ở tòa án. Các báo cáo của họ nói rằng Kemper cho thấy "không có ý tưởng bay bổng, không bị các tác động nào can thiệp vào suy nghĩ, không có biểu hiện của ảo tưởng hoặc ảo giác, và không có bằng chứng về suy nghĩ kỳ quái."  Họ cũng nhận xét anh là người thông minh và sống nội tâm. Thử nghiệm ban đầu đo chỉ số IQ của anh ấy ở mức 136, hơn hai độ lệch chuẩn trên mức trung bình. Anh ta được chẩn đoán lại với một tình trạng ít nghiêm trọng hơn, " rối loạn đặc điểm tính cách, kiểu hung hăng thụ động."  Sau đó trong thời gian làm việc tại Atascadero, Kemper được thực hiện một bài kiểm tra IQ khác, cho kết quả cao hơn là 145.
Kemper quý mến các bác sĩ tâm thần của mình bằng cách trở thành một tù nhân gương mẫu, và được huấn luyện để kiểm tra tâm thần cho các tù nhân khác. Một trong những bác sĩ tâm thần của anh ta sau đó nói: "Anh ta là một nhân viên rất giỏi và đây không phải là điển hình của một kẻ sát nhân xã hội. Anh ấy thực sự tự hào về công việc của chính mình. "  Kemper cũng trở thành thành viên của Jaycees khi ở Atascadero và cho biết anh đã phát triển "một số bài kiểm tra mới và một số thang đo mới trên Bảng kiểm kê tính cách đa pha của Minnesota," cụ thể là "Thang đo thù địch quá mức", trong quá trình làm việc với các bác sĩ tâm thần Atascadero.  Sau lần bị bắt thứ hai, Kemper nói rằng có thể hiểu được các cách thức hoạt động của các xét nghiệm này, anh ta thao túng các bác sĩ tâm thần của mình và thừa nhận rằng anh ta đã học được rất nhiều điều từ những kẻ phạm tội tình dục mà anh ta đã thực hiện các cuộc kiểm tra; Ví dụ, họ nói với anh ta rằng tốt nhất là giết một phụ nữ sau khi cưỡng hiếp cô ấy để tránh để lại nhân chứng.

## Giải phóng và thời gian giữa các vụ giết người
Vào ngày 18 tháng 12 năm 1969, sinh nhật thứ 21 của mình, Kemper được Atascadero tạm tha. Theo khuyến nghị của các bác sĩ tâm thần tại bệnh viện, anh được thả ra để về chăm sóc cho mẹ mình là Clarnell - người đã tái hôn, lấy họ Strandberg, và sau đó lại ly hôn. Kemper sau đó đã chứng minh thêm cho các bác sĩ tâm thần của mình rằng anh ta đã được phục hồi, và vào ngày 29 tháng 11 năm 1972, hồ sơ vị thành niên của anh ta đã bị xóa vĩnh viễn. Báo cáo cuối cùng từ các bác sĩ tâm thần quản chế của anh ta đọc:
Nếu tôi được gặp các bệnh nhân này mà không có tiền sử bệnh tật hoặc không biết tiền sử từ anh ta, tôi sẽ nghĩ rằng chúng tôi đang đối phó với một người đàn ông trẻ được điều chỉnh rất tốt, có sáng kiến, thông minh và không mắc bất kỳ bệnh tâm thần nào... Theo ý kiến của tôi, anh ấy đã có phản ứng rất xuất sắc trong những năm điều trị và phục hồi chức năng và tôi sẽ không có lý do tâm thần nào để coi anh ấy là mối nguy hiểm cho bản thân hoặc cho bất kỳ thành viên nào trong xã hội... [và] kể từ đó có thể cho phép anh ta nhiều tự do hơn khi trưởng thành để phát triển tiềm năng của mình, tôi sẽ coi là hợp lý khi có lệnh cấm vĩnh viễn hồ sơ vị thành niên của anh ta.
Trong khi ở với mẹ, Kemper theo học trường cao đẳng cộng đồng theo yêu cầu tạm tha và đã hy vọng mình sẽ trở thành cảnh sát, tại thời điểm được thả khỏi Atascadero, Kemper đứng thứ 6 foot 9 inch (2,06 m)  cao — dẫn đến biệt danh của anh ấy, "Big Ed". Kemper duy trì mối quan hệ với các sĩ quan cảnh sát Santa Cruz bất chấp việc anh ta từ chối gia nhập lực lượng và tự nhận mình là "mối phiền toái thân thiện"  tại một quán bar có tên là Jury Room, nơi thường xuyên lui tới của các nhân viên thực thi pháp luật địa phương.
Kemper đã làm một loạt công việc nặng nhọc trước khi được làm việc tại Bộ phận Đường cao tốc của Bang California (nay được gọi là Bộ Giao thông Vận tải California). Trong thời gian này, mối quan hệ của anh ta với Clarnell, họ thường xuyên có những cuộc tranh cãi.  Kemper sau đó đã mô tả những tranh cãi mà anh đã có với mẹ mình trong khoảng thời gian này, nói rõ:
Mẹ tôi và tôi bắt đầu ngay trong những trận chiến kinh hoàng, chỉ là những trận chiến kinh hoàng, bạo lực và ác độc.  Tôi chưa bao giờ ở trong một cuộc đấu khẩu tàn khốc như vậy với bất kỳ ai.  Nó sẽ đi đến nắm đấm với một người đàn ông nhưng đây là mẹ tôi và tôi không thể chịu đựng được ý nghĩ mẹ tôi và tôi làm những điều này.  Cô nhấn mạnh vào nó và chỉ hơn những điều ngu ngốc.  Tôi nhớ có một người thợ lợp mái nhà đã xem tôi có nên làm sạch răng hay không.

Khi đã tiết kiệm đủ tiền, Kemper chuyển đến sống với một người bạn ở Alameda, California. Ở đó, anh vẫn phàn nàn vì bà thường xuyên gọi điện cho anh và thăm hỏi bất ngờ. Anh thường xuyên gặp khó khăn về tài chính, dẫn đến việc anh thường xuyên trở về căn hộ của mẹ mình ở Aptos. Tại một bãi biển ở Santa Cruz, Kemper gặp một học sinh từ trường trung học Turlock mà anh đã đính hôn vào tháng 3 năm 1973. Hôn lễ đã bị phá vỡ sau khi Kemper bị bắt lần thứ hai và cha mẹ của vị hôn thê của anh yêu cầu tên của cô không được tiết lộ với công chúng.
Cùng năm bắt đầu làm việc cho Bộ phận Đường cao tốc, Kemper bị ô tô đâm khi đang lái chiếc mô tô mà anh mới mua. Cánh tay của anh ấy bị thương nặng trong vụ va chạm và anh ấy đã nhận được khoản tiền bồi thường 15.000 đô la trong vụ kiện dân sự mà anh đã đệ đơn chống lại tài xế của chiếc xe. Khi đang lái xe trên chiếc Ford Galaxie 1969 mà anh ta mua bằng một phần tiền định cư, anh ta để ý thấy một số lượng lớn phụ nữ trẻ đi nhờ xe và bắt đầu cất túi nhựa, dao, chăn và còng tay trong xe của mình. Sau đó anh ta bắt đầu đón những phụ nữ trẻ. Theo Kemper, anh ta đã đón khoảng 150 người quá giang như vậy  trước khi anh ta cảm thấy thôi thúc tình dục giết người, mà anh ta gọi là "những quả dứa nhỏ", và bắt đầu hành động với họ.

## Những vụ giết người sau đó
Từ tháng 5 năm 1972 đến tháng 4 năm 1973, Kemper đã giết chết 8 người. Anh ta sẽ đón những sinh viên nữ đi nhờ xe và đưa họ đến những khu vực vắng vẻ, nơi anh ta sẽ bắn, đâm, hoặc bóp cổ họ. Sau đó, anh ta sẽ đưa thi thể của họ trở về nhà của mình, nơi anh ta chặt đầu họ, quan hệ tình dục với xác chết của họ, và sau đó phân xác họ.
Trong cuộc giết người kéo dài 11 tháng này, anh ta đã giết 5 sinh viên đại học, một học sinh trung học. Kemper đã tuyên bố trong các cuộc phỏng vấn rằng anh ta thường tìm kiếm nạn nhân. Sau khi tranh cãi với mẹ mình và bà từ chối giới thiệu anh ta với những phụ nữ đang theo học tại trường đại học nơi cô làm việc. Anh nhớ lại: "Cô ấy sẽ nói, 'Bạn giống như cha của bạn. Bạn không xứng đáng được biết họ '. "  Các bác sĩ tâm thần, và chính Kemper, đã tán thành niềm tin rằng những phụ nữ trẻ là người thay thế cho mục tiêu cuối cùng của anh ta: mẹ anh ta.

### Mary Ann Pesce và Anita Luchessa
Ngày 7 tháng 5 năm 1972, Kemper đang lái xe ở Berkeley, California. Tại đây, hai sinh viên 18 tuổi là Mary Ann Pesce và Anita Mary Luches đi nhờ xe từ Đại học Bang Fresno, đến Đại học Stanford. Sau khi lái xe trong một giờ, hắn đã đến được một khu vực hẻo lánh gần Alameda, California. Nơi mà anh ta quen thuộc từ khi làm việc tại Cục Đường cao tốc, anh ta không thông báo cho hai sinh viên rằng anh ta đã thay đổi hướng đi từ nơi họ muốn đến. Tại đây, hắn đã còng tay Pesce và nhốt Luchessa trong cốp xe, sau đó đâm và bóp cổ Pesce cho đến chết, sau đó giết Luchessa theo cách tương tự.  Kemper sau đó thú nhận rằng trong khi còng tay Pesce, anh ta đã "vuốt mu bàn tay của anh ta vào một bên ngực của cô ấy và điều đó khiến hắn rất xấu hổ", thêm vào đó anh ta nói "rất tiếc, tôi xin lỗi "hoặc điều gì đó tương tự" sau khi sượt qua ngực của cô ấy mặc dù đã giết cô ấy vài phút sau đó.
Kemper đặt hai thi thể sinh viên xấu số vào cốp chiếc Ford Galaxie của mình và trở về căn hộ của mình. Anh ta bị một cảnh sát chặn lại trên đường vì đèn chiếu hậu bị hỏng, nhưng vị cảnh sát này đã không phát hiện ra xác chết trong xe.  Bạn cùng phòng của Kemper không có ở nhà, vì vậy anh ta đã mang các thi thể vào căn nhà của mình. Ở đây, tên sát nhân đã chụp ảnh và quan hệ tình dục với các xác chết khỏa thân trước khi phân xác chúng.  Sau đó, hắn cho các bộ phận cơ thể người chết vào túi nhựa, sau đó anh ta đã bỏ lại gần núi Loma Prieta. Trước khi vứt bỏ những cái đầu bị cắt lìa của Pesce và Luchessa trong một khe núi, Kemper đã gây sự với cả hai người họ. Vào tháng 8, người ta tìm thấy hộp sọ của Pesce trên núi Loma Prieta. Một cuộc tìm kiếm lớn được mở ra nhưng không tìm thấy phần còn lại của Pesce hoặc dấu vết của Luchessa.

### Aiko Koo
Vào tối ngày 14 tháng 9 năm 1972, Kemper đã đón một học sinh 15 tuổi tên là Aiko Koo học múa, bởi vì Aiko đã quá giang xe của Kemper đến một lớp học khiêu vũ sau khi bị lỡ xe buýt. Anh ta lại lái xe đến một khu vực hẻo lánh, nơi anh ta dí súng vào Koo trước khi Aiko thoát ra khỏi xe. Tuy nhiên, Koo đã để anh ta trở lại bên trong vì  anh ta đã lấy được lòng tin của cô gái 15 tuổi khi giữ cô ta trước mũi súng. Quay trở lại trong xe, anh ta tiếp tục bóp cổ cô bất tỉnh, cưỡng hiếp cô và giết cô.
Kemper sau đó đã gói xác Koo vào thùng xe tiếp đó hắn đến một quán bar gần đó để uống một vài ly, sau đó trở về căn hộ của mình. Sau đó, anh ta thú nhận rằng sau khi ra khỏi quán bar, anh ta đã mở cốp xe hơi của mình và tự thán phục. Khi trở lại căn hộ của mình, anh ta đã giao cấu với xác chết, sau đó chia xác ra thành những phần nhỏ và vứt xác đi theo cách tương tự như hai nạn nhân trước đó của anh ta. Mẹ của Koo đã gọi điện cho cảnh sát để thông báo về sự mất tích của con gái và dán hàng trăm tờ thông tin yêu cầu cung cấp thông tin, nhưng không nhận được bất kỳ phản hồi nào về vị trí hoặc tình trạng của con gái mình.

### Cindy Schall
Vào ngày 7 tháng 1 năm 1973, Kemper đã chuyển về ở cùng mẹ, khi đang lái xe quanh khuôn viên trường Cao đẳng Cabrillo college.Anh đã đón một cô gái 18 tuổi,là sinh viên có tên  Cynthia Ann "Cindy" Schall..Anh đã lái xe chở cô ấy đến một khu vực nhiều cây cối và bắn chết một cô gái bằng một khẩu súng lục cỡ nòng 22. Sau đó, anh ta đặt xác cô vào cốp xe và chở về nhà mẹ đẻ, anh ta đã giấu xác cô trong tủ trong phòng qua đêm. Sáng hôm sau khi mẹ anh ta đi làm về, anh đã quan hệ tình dục và lấy viên đạn ra khỏi xác của Schall, sau đó phân xác và chặt đầu cô trong bồn tắm của mẹ anh ta.
Kemper đã giữ cái đầu bị cắt rời của Schall trong nhiều ngày, nó đã bốc mùi gây khó chịu, nên anh đã quyết định  chôn nó trong khu vườn của mẹ anh, hướng lên phía phòng ngủ. Sau khi bị bắt, anh ta nói rằng anh ta làm điều này vì mẹ anh ta "luôn muốn mọi người nhìn vào bà."   Anh ta vứt bỏ phần còn lại của Schall bằng cách ném chúng xuống một vách đá. Một thời gian sau,cách vài tuần, tất cả bộ phận ngoại trừ đầu và tay phải của cô ấy đã được phát hiện và "ghép lại với nhau như một trò chơi ghép hình rùng rợn". Một nhà nghiên cứu bệnh học xác định rằng Schall đã bị cắt thành nhiều mảnh bằng một chiếc cưa điện.

### Rosalind Thorpe and Allison Liu
Vào ngày 5 tháng 2 năm 1973, sau một cuộc tranh cãi nảy lửa với mẹ mình, Kemper rời khỏi nhà. Anh đã đi tìm người để thực hiện hành vi độc ác của mình. Quả thật anh đã trở thành hung thủ giết người hàng loạt. Với sự nghi ngờ ngày càng cao về một kẻ giết người săn đón những người đi nhờ xe trong khu vực Santa Cruz, sinh viên được khuyến cáo chỉ chấp nhận đi xe từ những chiếc xe có dán nhãn trường đại học để tránh trường hợp bị giết hại. Nhưng  vấn đề là Kemper đã có một nhãn dán của trường đại học vì mẹ anh ta làm việc tại Đại học California, Santa Cruz. Anh chạm trán với Rosalind Heather Thorpe 23 tuổi và Alice Helen "Allison" Liu 20 tuổi trong khuôn viên UCSC. Theo Kemper, Thorpe vào xe của anh ta trước, người này trấn an Liu cũng đi vào. Anh ta đã đi theo. Sau đó anh ta bắn chết Thorpe và Liu bằng khẩu súng lục cỡ nòng.22 của mình và quấn xác họ trong chăn. Việc xử lí một mạng người của anh ta trong vòng một nốt nhạc thật rùng rợn.
Kemper lại đưa các nạn nhân về nhà mẹ đẻ; lần này anh ta chặt đầu họ trong xe của mình và chở những xác chết không đầu về nhà mẹ đẻ của mình để giao cấu với họ. Tiếp đến anh ta phải xử lí cơ thể của các nạn nhân. Anh ta phân nhỏ các thi thể, loại bỏ các viên đạn để ngăn chặn sự nhận dạng của cảnh sát. Anh đã vứt bỏ hai hài cốt. Một số hài cốt được tìm thấy tại Eden Canyon một tuần sau đó, và nhiều hài cốt khác được tìm thấy gần Quốc lộ 1 vào tháng Ba. Cuối cùng thì mọi sự việc được phơi bày.
Khi được hỏi trong một cuộc phỏng vấn rằng tại sao anh ta lại chặt đầu các nạn nhân của mình, anh ta giải thích: "Những tưởng tượng về chuyến đi đầu giống như một chiến tích. Bạn biết đấy, đầu là nơi chứa đựng mọi thứ, não, mắt, miệng. Đầu điều khiển mọi suy nghĩ và hành động con người. Tôi nhớ khi còn bé đã nghe kể rằng, bạn bị chặt đầu thì không còn là cái xác lành lặn nửa. Cơ thể không là gì sau khi bị chặt đầu. Thật sự điều đó không hoàn toàn đúng, còn rất nhiều thứ bí ẩn trong cơ thể cô gái không có đầu.

### Clarnell Strandberg và Sally Hallett
Vào ngày 20 tháng 4 năm 1973, trong lúc trở về tiệc, Clarnell Elizabeth Strandberg, 52 tuổi, đã đánh thức con trai khi cô đến. Tối hôm đấy, Khi đang ngồi đọc sách trên giường, cô nhận thấy Kemper bước vào phòng của cô và nói với anh ta "Tôi cho rằng anh sẽ muốn ngồi cả đêm và nói chuyện ngay bây giờ." Kemper trả lời "Không, chúc ngủ ngon."  Tưởng chừng mọi chuyện đã ổn, nhưng  anh ta đợi cô ngủ say, quay lại dùng búa vuốt và cắt cổ cô bằng dao. Một mạng người nữa ra đi. Sau đó, anh ta chặt đầu cô và tham gia vào cuộc đấu tranh tâm trí với cái đầu bị chặt của cô, anh đã nó như một bảng phi tiêu. Kemper nói rằng anh ta "đặt đầu của cô ấy trên một cái giá và hét vào nó trong một giờ ném phi tiêu vào nó tiếp đ cô ấy. "   Anh ta cũng cắt lưỡi và thanh quản của cô ấy và đưa chúng vào xử lý rác. Tuy nhiên, việc xử lý rác thải không thể giải quyết hay phá vỡ dây thanh quản cứng rắn và đẩy khăn giấy trở lại bồn rửa. "Điều đó có lẽ là phù hợp", Kemper sau đó nói: "Cô ấy đã cắn và hét và la mắng tôi trong nhiều năm như vậy".
Kemper sau đó giấu xác mẹ mình trong tủ và đi uống rượu ở một quán bar gần đó. Trong lúc trở về hân nhất của mẹ mình, Sara Taylor "Sally" Hallett, 59 tuổi, đến nhà anh ấy ăn tối và xem phim. Khi Hallett đến, Kemper bóp cổ cô đến chết để tạo ra một câu chuyện che đậy rằng mẹ anh và Hallett đã cùng nhau đi nghỉ trong kỳ nghỉ. Thật trắng trợn và những ý nghĩ kinh hoàng lại nảy ra trong đầu hắn lúc này.Sau đó, anh ta đặt xác Hallett vào tủ, che khuất mọi dấu hiệu xáo trộn bên ngoài và để lại một bức thư cho cảnh sát. Nó đọc:
Sau đó, Kemper rời khỏi hiện trường. Anh lái xe liên tục và không ngừng nghỉ đến Pueblo, Colorado, uống những viên caffein để tỉnh táo trong hành trình hơn 1.000 dặm. Anh ta cất ba khẩu súng và hàng trăm viên đạn trong xe, và tin rằng anh ta là mục tiêu của một cuộc săn lùng đang hoạt động. Sau khi không nghe thấy bất kỳ tin tức nào trên đài về vụ giết mẹ mình và Hallett khi đến Pueblo, anh ta tìm một bốt điện thoại và gọi điện cho cảnh sát. Anh ta đã thú nhận về vụ giết mẹ mình và Hallett, nhưng phía cảnh sát đã coi thường cuộc gọi và yêu cầu gọi lại sau. Vài giờ sau, Kemper gọi lại, yêu cầu được nói chuyện với một sĩ quan mà anh ta biết. Anh ta thú nhận với viên cảnh sát đó đã giết mẹ anh ta và Hallett, và đợi cảnh sát đến và bắt anh ta vào tù, nơi anh ta cũng thú nhận về vụ giết sáu học sinh.
Khi được hỏi trong một cuộc phỏng vấn sau đó tại sao anh lại tự tham gia, Kemper nói: "Mục đích ban đầu đã không còn nữa... Một cuộc phỏng vấn tiếp đến hắn ta trả lời. Nó là một sự lãng phí thời gian thuần túy... Về mặt tâm tư tình cảm không thể giải quyết được lâu hơ và  Cho đến cuối cùng, tôi bắt đầu cảm thấy sự điên rồ của toàn bộ chuyện chết tiệt, và đến mức gần như vắt kiệt sức, gần như sụp đổ hoàn toàn, tôi chỉ nói nơi này như địa ngục và gọi nó là tất cả. " 

## Thử nghiệm

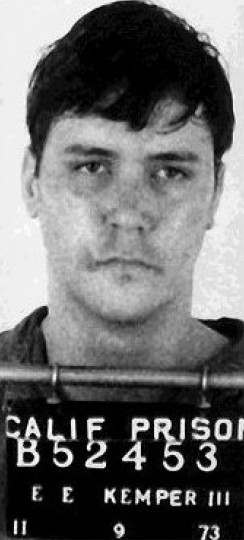
Ảnh chụp Kemper bằng cốc vào ngày 9 tháng 11 năm 1973

Kemper bị truy tố bởi tám tội danh giết người cấp độ một vào ngày 7 tháng 5 năm 1973. sau đó Ông được chỉ định làm Trưởng phòng Bảo vệ Công cộng của Quận Santa Cruz, luật sư Jim Jackson. Do lời thú nhận rõ ràng và chi tiết của Kemper, lựa chọn duy nhất của luật sư là không nhận tội vì lý do thân chủ có thần kinh không bình thường đối với các cáo buộc. Kemper hai lần cố gắng tự tử khi bị giam giữ. Phiên tòa xét xử ông diễn ra vào ngày 23 tháng 10 năm 1973.
3 bác sĩ tâm thần do tòa nhận thấy Kemper là người lành mạnh về mặt pháp lý. Một trong những bác sĩ tâm thần, Tiến sĩ Joel Fort, đã điều tra hồ sơ vị thành niên của anh ta và chẩn đoán rằng anh ta đã từng bị tâm thần. Fort cũng phỏng vấn Kemper, bao gồm cả thử máy nói dối, và chuyển tới tòa án rằng Kemper đã tham gia vào việc ăn thịt đồng loại, cáo buộc rằng anh ta xẻ thịt từ chân của các nạn nhân, sau đó nấu chín và tiêu thụ những dải thịt này trong một nồi hầm. Tuy nhiên, Fort xác định rằng Kemper hoàn toàn nhận thức được trong từng trường hợp, và tuyên bố rằng Kemper rất thích viễn cảnh của sự khét tiếng liên quan đến việc bị gán cho là một kẻ sát nhân.  Kemper sau đó đã kể lại lời thú nhận ăn thịt đồng loại.
Vào ngày 1 tháng 11, Kemper vẫn giữ vững lập trường. Anh ta làm chứng rằng California đã sử dụng tiêu chuẩn M'Naghten, trong đó cho rằng đối với một bị cáo để thiết lập một biện pháp phòng vệ, thì điều đó phải được chứng minh rõ ràng rằng, tại thời điểm thực hiện hành vi, bên bị buộc tội đang bị vấn đề về mặt tâm thần, từ căn bệnh của tâm trí, và không biết bản của hành động anh ta đang làm; hoặc nếu anh ta biết điều đó, anh ta không biết mình đã làm điều gì sai. "  Kemper dường như đã biết rằng bản chất của những hành vi của mình là sai trái và đã có những dấu hiệu ác ý từ trước.Anh ta giết các nạn nhân vì anh ta muốn họ "phải chịu đau khổ ", và cố gắng thuyết phục bồi thẩm đoàn rằng anh ta bị mất trí dựa trên lý do rằng hành động của anh ta chỉ có thể được thực hiện bởi một người có vấn đề về tâm trí.. Anh ta nói có hai nhân cách cư ngụ trên cơ thể anh ta và khi nhân cách sát thủ chiếm lấy cơ thể anh ta "giống như bị mất kiểm soát."
Vào ngày 8 tháng 11 năm 1973, bồi thẩm đoàn bao gồm sáu người đàn ông và sáu phụ nữ đã cân nhắc trong năm giờ trước khi tuyên bố Kemper bình thường và có tội về tất cả các tội danh. Anh ta yêu cầu án tử hình, yêu cầu "chết bằng cách tra tấn."  Tuy nhiên, với lệnh cấm thi hành án tử hình bởi Tòa án Tối cao California, thay vào đó, anh ta nhận được phán quyết chung thân cho mỗi tội danh, với các điều khoản này sẽ được chấp hành đồng thời, và bị kết án vào Cơ sở Y tế California.

## Bỏ tù
Tại Cơ sở Y tế California, Kemper đã bị nhốt giam trong cùng khu nhà tù với những tên tội phạm khét tiếng khác như là Herbert Mullin và Charles Manson. Kemper tỏ một thái độ xem thường và khinh bỉ, đặc biệt đối với Mullin, kẻ đã giết anh ta cùng lúc và ở cùng khu vực với Kemper. Anh ta mô tả Mullin là: "Chỉ là một kẻ giết người máu lạnh... giết tất cả những người mà anh ta nhìn thấy mà không có lý do chính đáng."  Kemper đã đe dọa đến thể chất của Mullin, kẻ, cao chỉ đến 1.70m, ngắn hơn Kemper một cái chân. Kemper nói rằng "[Mullin] có thói quen hát và làm phiền mọi người khi một ai đó cố gắng xem TV, vì vậy tôi đã tạt nước vào anh ta để khiến anh ta ngập miệng lại. Sau đó, khi anh ấy trở nên ngoan ngoãn, tôi sẽ cho anh ấy ăn đậu phộng. Herbie rất thích đậu phộng. Điều đó có hiệu quả khá nhanh sau đó anh ấy đã xin phép được hát.đó được gọi là phương pháp điều trị sửa đổi hành vi. "
Kemper vẫn nằm trong trong tù và được coi là một tù nhân mẫu mực. Anh ta phụ trách công việc sắp xếp các cuộc hẹn của các tù nhân khác với bác sĩ tâm thần và là một nghệ nhân chế tác cốc sứ kỳ công. Ông cũng là một trong những người đọc rất nhiều sách nói cho những người mù ở trong tù; vào năm 1987 trong bài báo Lost Angeles Time có nói rằng ông là người dẫn chương trình của nhà tù và bản thân ông đã dành hơn 5.000 giờ để tường thuật các cuốn sách với hàng trăm bản ghi âm hoàn chỉnh mang tên ông. Ông đã nghỉ hưu từ những vị trí trên vào năm 2015, sau khi ông bị đột quỵ và được tuyên bố là không có hại. Vào năm 2016 ông nhận được bản báo cáo vi phạm quy tắc đầu tiên  vì không cung cấp mẫu nước tiểu.

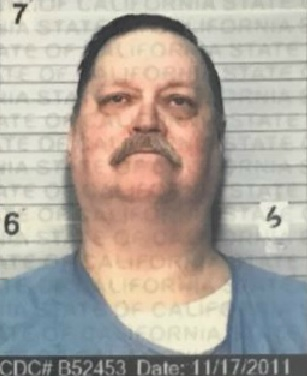
Kemper vào ngày 17 tháng 11 năm 2011

Trong khoảng thời gian ông bị giam giữ, ông đã tham gia một số cuộc phỏng vấn, bao gồm cả một phân đoạn trong một bộ phim tài liệu The Killing of America năm 1982, cũng như xuất hiện trong một bộ phim tài liệu khác vào năm 1984 Murder: No Apparent Motive. Các cuộc phỏng vấn của ông đã đóng góp về phần hiểu được tâm tư của những kẻ giết người hàng loạt. Hồ sơ FBI John Douglas miêu tả Kemper là "một trong số những tù nhân sáng giá nhất" mà anh ta đã phỏng vấn  và có khả năng " cái nhìn sâu sắc rất khó để tìm thấy đối với một tên tội phạm giết người hàng loạt và bạo lực." 

Kemper đã sẵn sàng nói về bản chất tội phạm của mình và tuyên bố rằng anh ta đã tham gia các cuộc phỏng vấn để cứu những người khác như chính mình khỏi giết người. Vào cuối cuộc phỏng vấn Giết người: Không có một động cơ rõ ràng và cụ thể, anh ta nói: 
"Có ai đó ngoài kia đang xem điều này và đã không làm điều đó - không giết người, và muốn, và cảm giác nổi giận bên trong và đấu tranh với chính cảm giác đó, hoặc họ đã kiểm sotas nó một cách chắc chắn. Họ cần tìm và nói chuyện với ai đó về điều này. Tin tưởng ai đó đủ để ngồi xuống và tâm sự về một điều gì đó không phải là tội phạm; nghĩ theo hướng này thì chẳng phải là một tội phạm. Làm điều đó không chỉ là một tội ác mà còn là một điều kinh khủng. Nó không thể biết khi nào nên rời bỏ đi và càng không thể dễ dàng dừng lại một khi nó bắt đầu. " 
Vào năm 1991 ông cũng đã thực hiện một cuộc phỏng vấn với nhà văn nổi tiếng ngườii Pháp Stéphane Bourgoin.
Kemper có lần đầu tiên đủ điều kiện để được ân xá vào năm 1979. cùng năm đó ông cũng đã bị từ chối được ân xá, cũng như tại các phiên điều trần tạm tha liên tiếp vào các năm 1980, 1981 và 1982. Sau đó, ông từ bỏ quyền điều trần vào năm 1985. Ông đã bị từ chối ân xá tại phiên điều trần năm 1988, nơi ông nói: "Xã hội không sẵn sàng dưới bất kỳ hình thức nào đón tiếp một tội phạm như tôi. Tôi không thể có lỗi với họ về điều này. "  Ông lại bị từ chối ân xá vào năm 1991  và năm 1994. Sau đó, ông từ bỏ quyền điều trần vào năm 1997  và năm 2002. Sau 5 năm, vào năm 2007, anh ta tham dự phiên điều trần tiếp theo, nơi mà ông ấy lại một lần nữa bị từ chối ân xá. Công tố viên Ariadne Symons nói: "Chúng tôi không quan tâm anh ta là một người tù nhân gương mẫu hay là mẫu mực, tội ác của anh ta là quá lớn để được ân xá."  Kemper tiếp tục từ bỏ quyền được điều trần lần nữa vào năm 2012. Ông ta đã bị từ chối ân xá vào năm 2017 và tiếp theo đủ điều kiện vào năm 2024.

## Nền Văn Hóa phổ biến
Kemper là người làm ảnh hưởng đến nhiều tác phẩm điện ảnh và văn học. Ông là nguồn cảm hứng cho nhân vật Buffalo Bill trong cuốn tiểu thuyết The Silence of the Lambs năm 1988 của Thomas Harris. Giống như Kemper, Bill bắn chết ông bà của mình trong khi còn là một thiếu niên.
Dean Koontz đã trích dẫn Kemper là nguồn cảm hứng cho nhân vật Edgler Vess trong cuốn tiểu thuyết Intensity năm 1996 của ông.
Nhân vật Patrick Bateman trong bộ phim American Psycho năm 2000 đã gán nhầm một câu nói của Kemper với Ed Gein, rằng: "Bạn biết Ed Gein nói gì về phụ nữ không?... Anh ấy nói 'Khi tôi nhìn thấy một cô gái xinh đẹp đi bộ xuống phố, tôi nghĩ hai điều. Một phần trong tôi rất muốn cư xử với cô ấy thật tử tế, ngọt ngào,và đúng mực... [phần còn lại tự hỏi] đầu của cô ấy trông như thế nào trên một cây gậy '. " 
Một bộ phim kinh dị quay trực tiếp dựa trên những vụ án giết người hàng loạt của Kemper, có tựa đề Kemper: The CoEd Killer, được phát hành vào năm 2008.
Tác giả người Pháp Marc Dugain đã xuất bản một cuốn tiểu thuyết, Avenue des géants (Đại lộ những người khổng lồ), về Kemper vào năm 2012.
Kemper được thể hiện bởi nam diễn viên Cameron Britton trong bộ phim truyền hình Netflix năm 2017 - Mindhunter. Britton đã nhận được một đề cử cho Giải Primetime Emmy cho Nam diễn viên khách mời xuất sắc trong một bộ phim truyền hình dài tập.
Các cuộc phỏng vấn của Kemper đã được sử dụng trong nhiều bài hát, bao gồm "Love // Hate" của Dystopia, "Abomination Unseen" của Devourment, "Forever" của The Berzerker, "Severed Head" của Suicide Commando và "Crave" của Optimum Wound Profile.
Anh ấy còn được thảo luận trong nhiều bài hát, chẳng hạn như "Edmund Kemper Had a Horrible Temper" của Macabre, "Fortress" của System of a Down, "Temper Temper Mr. Kemper" của The Celibate Rifles, "Murder" của Seabound và "Killfornia (Ed Kemper) "của Church of Misery.